# イェルーン・ズート
イェルーン・ズート（Jeroen Zoet、1991年1月6日 - ）は、オランダ・フェーンダム出身のサッカー選手。元オランダ代表。AZアルクマール所属。ポジションはGK。

## 来歴

### クラブ
2008年にPSVアイントホーフェンでプロキャリアをスタートさせ、デビューすることなく2011年、RKCヴァールヴァイクにレンタル移籍しプロデビューを果たした。
2020年1月14日、守護神マールテン・パエスの負傷のため、代役を探していたFCユトレヒトに2019-20シーズン終了までレンタルされた。
2020年9月8日、スペツィア・カルチョと2年契約を結んだ。

### 代表
オランダ代表として各年代でプレーし、UEFA U-21欧州選手権2013に出場した。

## 所属クラブ
- PSVアイントホーフェン 2011-2020

→ RKCヴァールヴァイク 2011-2013 (loan)
→ FCユトレヒト 2020 (loan)
- スペツィア・カルチョ 2020-2024
- AZアルクマール 2024-

## タイトル
クラブ
PSVアイントホーフェン
- エールディヴィジ 2014-15, 2015-16, 2017-18
- ヨハン・クライフ・スハール 2015, 2016